# Bridgette Wilson-Sampras
Pour les articles homonymes, voir Wilson et Sampras (homonymie).
Bridgette Wilson est une actrice et productrice américaine, née le 25 septembre 1973 à Gold Beach (Oregon, États-Unis).

## Biographie
Elle a grandi avec ses deux parents et sa sœur, Tracy Wilson. Elle a été Miss Teen USA 1990, après avoir été élue dans l'Oregon. L'année suivante, elle était à Los Angeles prenant des cours de théâtre. Elle obtient son premier rôle dans la série Sauvés par le gong (1984) (saison 4, rôle : Ginger) en 1992. Elle fait ses débuts au cinéma comme la fille d'Arnold Schwarzenegger/Jack Slater, dans Last Action Hero (1993), puis décroche plusieurs rôles à la télévision et dans des films, y compris le rôle de Veronica Vaughn dans le film Billy Madison, le rôle d'Elsa Shivers dans le film Souviens-toi... l'été dernier, et le rôle de Sonya Blade dans le film Mortal Kombat.
Le 20 juin 2000, il a été annoncé qu'elle est mariée à l'ancien joueur de tennis Pete Sampras. Selon Sampras, ils se sont fiancés après sa défaite au premier tour de L'Open de France. Ils ont deux fils, Christian Charles Sampras (né le 21 novembre 2002) et Ryan Nikolaos Sampras (né le 29 juillet 2005).
En novembre 2023, son époux annonce que son épouse souffre d'un cancer des ovaires.

## Filmographie

### Actrice

#### Cinéma
- 1993 : Last Action Hero de John McTiernan : Whitney / Meredith
- 1995 : Fièvre à Columbus University (Higher Learning) de John Singleton : Nicole
- 1995 : Billy Madison de Tamra Davis : Veronica Vaughn
- 1995 : Mortal Kombat de Paul W. S. Anderson : Sonya Blade
- 1995 : Nixon de Oliver Stone : Sandy
- 1996 : Les Griffes de la cigogne (Final Vendetta) de René Eram : Jennifer Clark
- 1996 : Décroche les étoiles (Unhook the Stars) de Nick Cassavetes : Jeannie Hawks
- 1997 : Nevada (en) de Gary Tieche : June
- 1997 : Une vraie blonde (The Real Blonde) de Tom DiCillo : Sahara
- 1997 : Souviens-toi... l'été dernier (I Know What You Did Last Summer) de Jim Gillespie : Elsa Shivers
- 1997 : Marina de David S. Bellino (court métrage) :
- 1998 : Starstruck (en) de John Enbom : Sandra
- 1999 : The Suburbans de Donal Lardner Ward : Lara
- 1999 : Allergique à l'amour (en) (Love Stinks) de Jeff Franklin : Chelsea Turner
- 1999 : La Maison de l'horreur (House on Haunted hill) de William Malone : Melissa Margaret Marr
- 2000 : De toute beauté (Beautiful) de Sally Field : Lorna Larkin, alias Miss Texas
- 2001 : Un mariage trop parfait (The Wedding Planner) de Adam Shankman : Francine Donolly
- 2001 : Les Visiteurs en Amérique (Just Visiting) de Jean-Marie Poiré : Amber
- 2002 : Le Coup de Vénus (Buying the Cow) de Walt Becker : Sarah
- 2002 : The Extremists (Extreme Ops) de Christian Duguay : Chloe
- 2005 : Shopgirl de Anand Tucker : Lisa Cramer
- 2009 : Phantom Punch (en) de Robert Townsend : Farah

### Télévision

#### Téléfilms
- 1997 : Complot de femmes (The Stepsister) de Charles Correll : Melinda Harrison
- 1998 : L'expérience fatale (Host) de Mick Garris : Juliet Spring
- 2007 : Mr. et Mrs. Smith (Mr. & Mrs. Smith) de Doug Liman : Ann

#### Séries télévisées
- 1992 : Sauvés par le gong (Saved by the Bell) : Ginger (Saison 4 - Épisodes 4, 7, 14 et 16)
- 1992-1993 : Santa Barbara : Lisa Fenimore Castillo (19 épisodes)
- 1993 : Arabesque (Murder She Wrote) : Emily Griffith (Saison 10 - Épisode 7)
- 2000-2001 : The Street (The $treet) : Bridget Deschiel (11 épisodes)
- 2002 : Frasier : Kris (Saison 9 - Épisode 17)
- 2003 : Les Experts : Miami (CSI: Miami) : Gabriela Betancourt (Saison 2 - Épisode 2)
- 2005 : Jake in Progress (en) : Chloe (Saison 1 - Épisode 4)
- 2007 : Carpoolers : Dorrit (Saison 1 - Épisode 7)

### Productrice
- 1997 : Michael Jackson: History on Film - Volume II